# Мрежаста врба
Мрежаста врба (лат. Salix reticulata) је врста врбе која припада породици врба (лат. Salicaceae) и спада у подкласу Dilleniidae.

## Опис биљке
Мрежаста врба расте као полегли, зимзелени жбун. Биљка је веома мала, достиже висину 10-30цм.
Стабло је разгранато, са голим, црвеномрким гранчицама. У младости гранчице су слабо длакаве, а са старењем оголе. На гранама се образују јајасти пупољци, сметломрке боје, прилегли уз саму гранчицу. Пупољци имају једну љуспу.
Обично су голи, ретко могу бити длакави.
Листови су прости. Лишће је по облику различито, може бити елиптично, округло, овално или широко објајасто. При основи листови су мање-више срцасти, ређе клинасти, а на врху урезани. Величина листова се креће у распону од 1 до 3, изузетно до 5 цм дужине и 1 до 2, ретко и до 4 цм ширине.
Листови су дебели, кожасти. Епидермис лица (адаксијални епидермис) листа је зелене боје, док је епидермис наличја (абаксијални епиодермис) нешто светлији, плавичастобеле боје. Лишће може бити голо или густо длакаво. Обод (руб) листа је подвијен.
Листови се налазе на лисним дршкама, црвенкасте боје, дужине до 2 цм. Нерватура листа Salix reticulata је изразито мрежаста, по чему је ова биљка и добила назив.
Цветови су сакупљени у цвасти, познатије као „маце”. Цвасти су постављене терминално на кратким гранама до 2 цм, колико износи и дужина саме цвасти. Пречник цвасти изности од 3 до 5 милиметара.
Биљка је дводома. Мушке и женске цвасти се формирају на одвојеним индивидуама.
Мушке „маце” су цилиндричног облика, дужине од 1,5 до 3,5 cm са великим бројем цветова у цвасти (преко 30), постављене на слабо длакавој осовини. Сваки цвет има по два прашника и по две нектарије. Прашници су слободни, са длакавим филаментом у својој основи. Цветови су обавијени заштитним љуспама, цренкасте или смеђе боје, свиласто длакаве са обе стране. Заштитне љуспе се задржавају и након цветања биљке.
Женске „маце” су уско цилиндричне, дужине до 2 cm, постављене на дршкама дужине 2 до 3 цм. Тучак је готово седећи, на врло краткој дршци, издужено јајаст и густо длакав. Жигови тучка су такође маљави.  У сваком цвету се налазе по две нектарије, које су дуже од дршке тучка.
Период цветања је од јуна до јула месеца. Опорашивање врши ветар (анемофилија).
Период плодоношења је од јула до августа месеца. 

## Распрострањење и станиште
Мрежаста врба расте на каменитим теренима, пашњацима и сипарима у планинском подручју. Може да се нађе на надморској висини до 2 400 метара.
Обично је заступљена на северним падинама, где образује самосталне заједнице или се меша са другим планинским врстама.
Средње годишње температуре на њеним стаништима се крећу од 0 ° до 3 °, али апсолутне минималне могу бити прилично ниже. Средња годишња влажност ваздуха је висока, али је период физиолошке суше веома дуг, чак до 10 месеци, што се веома одражава на њену органску продукцију, па се поред зељасте врбе убраја у групу најнижег дрвећа (arbor minima).
Насељава високе планине северне хемисфере од суптропског појаса до Арктика. Чешћа је на карбонатним стенама и плитким кречњачким субнивалним земљиштима, регосоле и меланосоле.

## Заштита
На македонским планинама са врбом пећинарком гради специфичну животну заједницу глацијално-реликтног карактера, па је потребно заштитити ову врсту.

## Значај
Мрежаста врба је лековита биљка. Често се користи и као декоративна врста.